# اندرو هولساگر
اندرو هولساگر (انگلیسی: Andrew Hjulsager؛ زادهٔ ۱۵ ژانویهٔ ۱۹۹۵) بازیکن فوتبال اهل قلمروی دانمارک است که در باشگاه خنت بلژیک در پست هافبک تهاجمی بازی می‌کند.
وی همچنین در تیم‌های ملی فوتبال زیر ۱۶ سال دانمارک, زیر ۱۷ سال دانمارک, زیر ۱۹ سال دانمارک, زیر ۲۰ سال دانمارک، و زیر ۲۱ سال دانمارک بازی کرده‌است.